# 胡鮈
胡鮈又名嵊县胡鮈、陳氏小鰾鮈（学名：Microphysogobio chenhsienensis）为鲤科小鰾鮈屬下的一種，原本為胡鮈属，現在胡鮈属已併入小鰾鮈屬中，是中国的特有物种。分布于珠江水系的干支流、浙江省的曹娥江、灵江等水系的干支流等，體長可達8.3公分。该物种的模式产地在浙江。
据《黄河鱼类志》记载，胡鮈属Huigobio 的名称由 Hui+gobio 而来，是此属命名人方炳文（P.-W. Fang，中国鱼类学先驱之一）向中国植物学先驱胡先骕教授致意而建订的。

## 扩展阅读
維基物種上的相關：胡鮈